# П'ятикутний трапецоедр
| П'ятикутний трапецоедр     | П'ятикутний трапецоедр                                                             |
| -------------------------- | ---------------------------------------------------------------------------------- |
|                            |                                                                                    |
| Тип                        | Двоїстий до однорідного Трапецоедри                                                |
| Властивості                | Напівправильний опуклий, рівногранний, ізоедр                                      |
| Комбінаторика              |                                                                                    |
| Елементи                   | 10 граней; 20 ребер(10 коротких+10 довгих); 12 вершин (10 {3-го степеня}+2{5-го}). |
| Грані                      | 10 рівних дельтоїдів                                                               |
| Характеристика Ейлера      | {\displaystyle \chi =\Gamma -{\hbox{P}}+{\hbox{B}}=2}                              |
| Конфігурація грані         | V 5.3.3.3 (послідовне число граней біля кожної вершини навколо грані)              |
| Класифікація               |                                                                                    |
| Позначення                 | • dA5 (в нотації Конвея)                                                           |
| Діаграма Коксетера-Динкіна | або (p2p10o) · або (p2p5p)                                                         |
| Група симетрії             | D5d, [2+,10], (2*5), порядок 20 (Діедрична симетрія 5-Антипризми)                  |
| Група поворотів            | D5, [5,2]+, (522), порядок 10                                                      |
| Двоїстий багатогранник     | П'ятикутна антипризма                                                              |
| Розгортка                  |                                                                                    |

П'ятикутний трапецоедр (п'ятикутний дельтоедр, п'ятикутний антитегум) — опуклий напівправильний рівногранний багатогранник, двоїстий до однорідної п'ятикутної антипризми.
Цей багатогранник є напівправильним багатогранником, а отже, володіє такими властивостями:
1. Всі грані є рівними багатокутниками (дельтоїди);
2. Для будь-якої пари граней A і B існує симетрія всього тіла (тобто рух, що складається з поворотів та віддзеркалень), яка переводить A в B.

Він має 10 граней (тобто це десятигранник), які є конгруентними дельтоїдами з трьома рівними кутами; всі двогранні кути рівні між собою.
Має 12 вершин: в 10 вершинах сходяться своїми більшими кутами по 3 грані (10 вершин 3-го степеня), у 2 вершинах сходяться своїми меншими кутами по 5 граней (2 вершини 5-го степеня).
Вершини п'ятикутного трапецоедра розташовані в чотирьох паралельних площинах.
П'ятикутний трапецоедр є третім у нескінченному ряду рівногранних багатогранників, що є двоїстими до однорідних антипризм.
|  |  |

Його можна розкласти на дві прямі п'ятикутні піраміди і неоднорідну п'ятикутну антипризму між ними. Його також можна розкласти на дві п'ятикутні піраміди та додекаедр між ними.
Тобто 5-трапецоедр можна отримати з правильного додекаедра шляхом нарощення на двох його протилежних гранях п'ятикутних пірамід.

Сферичний 5-трапецоедр

5-трапецоедр також існує у вигляді сферичного багатогранника з 2 вершинами на полюсах і вершинами, що чергуються, які рівномірно розташовані над і під екватором.

## Формули
У всіх формулах нижче: {\displaystyle \varphi ={\frac {1+{\sqrt {5}}}{2}}\approx 1.618033988749} — відношення пропорції «золотого перетину». (послідовність A001622 з Онлайн енциклопедії послідовностей цілих чисел, OEIS).

### Грань 5-трапецоедра

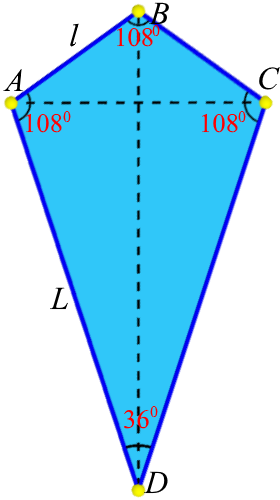
Грань трапецоедра — дельтоїд.

Відношення між коротким {\displaystyle l} та довгим {\displaystyle L} ребрами 5-трапецоедра: {\displaystyle {\frac {L}{l}}={\frac {3+{\sqrt {5}}}{2}}=\varphi +1\approx 2.618033988749}Гострий кут дельтоїда:
{\displaystyle \alpha =2\pi -3\beta ={\frac {\pi }{5}}rad=36^{\circ }};
Тупий кут: {\displaystyle \beta =\arccos \left({\frac {1}{2}}-\cos \left({\frac {\pi }{5}}\right)\right)={\frac {3\pi }{5}}rad=108^{\circ }}
Площа грані: {\displaystyle S={\sqrt {\frac {25+11{\sqrt {15}}}{8}}}\cdot l^{2}={\frac {\varphi +1}{2}}\cdot {\sqrt {\varphi +2}}\cdot l^{2}\approx 2.48989828488278\cdot l^{2}}

### Діагоналі
Кількість діагоналей опуклого багатогранника: {\displaystyle {\binom {B}{2}}-P},
де В — кількість вершин, Р — кількість ребер багатогранника.
Для п'ятикутного трапецоедра: {\displaystyle {\binom {12}{2}}-20={\frac {12}{2}}\cdot {\frac {11}{1}}-20=46} діагоналей (20 граневих та 26 просторових).
| Діагоналі 5-трапецоедра з довжиною короткого ребра {\displaystyle l} | Діагоналі 5-трапецоедра з довжиною короткого ребра {\displaystyle l} | Діагоналі 5-трапецоедра з довжиною короткого ребра {\displaystyle l} |
| -------------------------------------------------------------------- | --- | --- |
|                                                                      | Граневі діагоналі | {\displaystyle CE={\frac {{\sqrt {5}}+1}{2}}\cdot l=\varphi \cdot l\approx 1.61803398874989\cdot l} {\displaystyle AD={\sqrt {5+2{\sqrt {5}}}}\cdot l=\varphi \cdot {\sqrt {2+\varphi }}\approx 3.07768353717\cdot l} |
| Просторові діагоналі                                                 | {\displaystyle CF={\sqrt {2}}\cdot {\frac {{\sqrt {5}}+1}{2}}\cdot l={\sqrt {2}}\cdot \varphi \cdot l\approx 2.28824561127073\cdot l} {\displaystyle GF={\frac {3+{\sqrt {5}}}{2}}\cdot l=\varphi ^{2}\cdot l\approx 2.61803398874989\cdot l} {\displaystyle CK=2~R_{3}={\frac {{\sqrt {3}}+{\sqrt {15}}}{2}}\cdot l={\sqrt {3}}\cdot \varphi \cdot l\approx 2.8025170768881\cdot l} {\displaystyle AB=2~R_{5}={\sqrt {\frac {25+11{\sqrt {15}}}{2}}}\cdot l=(\varphi +1)\cdot {\sqrt {\varphi +2}}\cdot l\approx 4.97979656976556\cdot l} | |

### Метричні характеристики
| Якщо коротке ребро 5-трапецоедра дорівнює {\displaystyle l}, то:                               | Якщо коротке ребро 5-трапецоедра дорівнює {\displaystyle l}, то: | Якщо коротке ребро 5-трапецоедра дорівнює {\displaystyle l}, то:               | Якщо коротке ребро 5-трапецоедра дорівнює {\displaystyle l}, то:                  | Якщо коротке ребро 5-трапецоедра дорівнює {\displaystyle l}, то: |
| ---------------------------------------------------------------------------------------------- | --- | ------------------------------------------------------------------------------ | --------------------------------------------------------------------------------- | ---------------------------------------------------------------- |
| Радіус вписаної сфери (дотикається до всіх граней)                                             | {\displaystyle r={\frac {\sin \left({\frac {\pi }{5}}\right)\cdot {\sqrt {\left(\sec ^{2}\left({\frac {\pi }{10}}\right)-4\right)\left(2\cos \left({\frac {\pi }{5}}\right)-3\right)}}}{4\left(4-5~\cos \left({\frac {\pi }{5}}\right)+\cos \left({\frac {2\pi }{5}}\right)\right)}}\cdot l} | {\displaystyle r={\frac {1}{2}}{\sqrt {\frac {25+11{\sqrt {15}}}{10}}}\cdot l} | {\displaystyle ={\frac {2\varphi +1}{2{\sqrt {\varphi +2}}}}\cdot l}              | {\displaystyle \approx 1.1135163\cdot l}                         |
| Радіус напіввписаної сфери (дотикається до всіх ребер)                                         | {\displaystyle \rho ={\frac {1}{4}}\csc \left({\frac {\pi }{10}}\right)\cdot {\sqrt {2\cos \left({\frac {\pi }{5}}\right)+1}}\cdot l} | {\displaystyle \rho ={\frac {3+{\sqrt {5}}}{4}}\cdot l}                        | {\displaystyle ={\frac {\varphi +1}{2}}\cdot l}                                   | {\displaystyle \approx 1.30901699\cdot l}                        |
| Описаної сфери 5-трапецоедр не має                                                             | {\displaystyle \rho ={\frac {1}{4}}\csc \left({\frac {\pi }{10}}\right)\cdot {\sqrt {2\cos \left({\frac {\pi }{5}}\right)+1}}\cdot l} | {\displaystyle \rho ={\frac {3+{\sqrt {5}}}{4}}\cdot l}                        | {\displaystyle ={\frac {\varphi +1}{2}}\cdot l}                                   | {\displaystyle \approx 1.30901699\cdot l}                        |
| Радіус сфери R3 та R5(відстань від центра до вершин 3-го степеня та, відповідно, 5-го степеня) | = радіусу описаної сфери вписаного додекаедра | {\displaystyle R_{3}={\frac {{\sqrt {15}}+{\sqrt {3}}}{4}}\cdot l}             | {\displaystyle ={\frac {\sqrt {3}}{2}}\cdot \varphi \cdot l}                      | {\displaystyle \approx 1.40125853\cdot l}                        |
| Радіус сфери R3 та R5(відстань від центра до вершин 3-го степеня та, відповідно, 5-го степеня) | {\displaystyle R_{5}={\frac {1}{8}}\csc ^{3}\left({\frac {\pi }{10}}\right)\cdot \sin \left({\frac {\pi }{5}}\right)\cdot l} | {\displaystyle R_{5}={\sqrt {\frac {25+11{\sqrt {15}}}{8}}}\cdot l}            | {\displaystyle ={\frac {\varphi +1}{2}}\cdot {\sqrt {\varphi +2}}\cdot l}         | {\displaystyle \approx 2.48989828\cdot l}                        |
| Площа поверхні                                                                                 | {\displaystyle S={\frac {5}{4}}\csc ^{2}\left({\frac {\pi }{10}}\right){\sqrt {1+4~\cos \left({\frac {\pi }{5}}\right)-2\cos \left({\frac {2\pi }{5}}\right)}}\cdot l^{2}} | {\displaystyle S=5~{\sqrt {\frac {25+11{\sqrt {15}}}{2}}}\cdot l^{2}}          | {\displaystyle =5(\varphi +1)\cdot {\sqrt {\varphi +2}}\cdot l^{2}}               | {\displaystyle \approx 24.898982\cdot l^{2}}                     |
| Об'єм                                                                                          | {\displaystyle V={\frac {5\cot \left({\frac {\pi }{10}}\right)\cdot \csc ^{2}\left({\frac {\pi }{10}}\right)\cdot \left(2\cos \left({\frac {\pi }{5}}\right)+1\right)}{24\cdot {\sqrt {2+2\cos \left({\frac {\pi }{5}}\right)}}}}\cdot l^{3}}                                                | {\displaystyle V={\frac {5\cdot (11+5{\sqrt {5}})}{12}}\cdot l^{3}}            | {\displaystyle ={\frac {5}{6}}(3\varphi +2)\cdot {\sqrt {\varphi +1}}\cdot l^{3}} | {\displaystyle \approx 9.2418082\cdot l^{3}}                     |

| Якщо ребро канонічно двоїстої 5-антипризми дорівнює {\displaystyle a}, то для 5-трапецоедра справедливі формули: | Якщо ребро канонічно двоїстої 5-антипризми дорівнює {\displaystyle a}, то для 5-трапецоедра справедливі формули:                            | Якщо ребро канонічно двоїстої 5-антипризми дорівнює {\displaystyle a}, то для 5-трапецоедра справедливі формули: |
| --- | --- | --- |
| Довжини ребер | {\displaystyle l={\frac {{\sqrt {5}}-1}{2}}\cdot a=(\varphi -1)\cdot a} {\displaystyle L={\frac {{\sqrt {5}}+1}{2}}\cdot a=\varphi \cdot a} | {\displaystyle \approx 0.6180339\cdot a} {\displaystyle \approx 1.6180339\cdot a}                                |
| Граневі діагоналі                                                                                                | {\displaystyle d=a} {\displaystyle D={\sqrt {\frac {5+{\sqrt {5}}}{2}}}\cdot a}                                                             | {\displaystyle \approx 1.902113\cdot a}                                                                          |
| Площа грані | {\displaystyle S={\frac {1}{2}}\cdot {\sqrt {\frac {5+{\sqrt {5}}}{2}}}\cdot a^{2}}                                                         | {\displaystyle \approx 0.95105651\cdot a^{2}}                                                                    |
| Радіус вписаної сфери (дотикається до всіх граней)                                                               | {\displaystyle r={\frac {1}{2}}{\sqrt {\frac {5+2{\sqrt {5}}}{5}}}\cdot a}                                                                  | {\displaystyle \approx 0.68819096\cdot a}                                                                        |
| Радіус напіввписаної сфери (дотикається до всіх ребер)                                                           | {\displaystyle \rho ={\frac {1+{\sqrt {5}}}{4}}\cdot a={\frac {\varphi }{2}}\cdot a}                                                        | {\displaystyle \approx 0.80901699\cdot a}                                                                        |
| Радіус сфери R3 та R5(відстань від центра до вершин 3-го степеня та відповідно, 5-го степеня)                    | {\displaystyle R_{3}={\frac {\sqrt {3}}{2}}\cdot a}                                                                                         | {\displaystyle \approx 0.8660254\cdot a}                                                                         |
| Радіус сфери R3 та R5(відстань від центра до вершин 3-го степеня та відповідно, 5-го степеня)                    | {\displaystyle R_{5}={\frac {1}{2}}{\sqrt {5+2{\sqrt {5}}}}\cdot a}                                                                         | {\displaystyle \approx 1.5388417\cdot a}                                                                         |
| Площа поверхні                                                                                                   | {\displaystyle S=5\cdot {\sqrt {\frac {5+{\sqrt {5}}}{2}}}\cdot a^{2}}                                                                      | {\displaystyle \approx 9.5105651\cdot a^{2}}                                                                     |
| Об'єм | {\displaystyle V={\frac {5\cdot (3+{\sqrt {5}})}{12}}\cdot a^{3}}                                                                           | {\displaystyle \approx 2.18169499\cdot a^{3}}                                                                    |

### Кути
| Кути багатогранника                   | Кути багатогранника | Кути багатогранника                                       |
| ------------------------------------- | --- | --------------------------------------------------------- |
| Двогранний кут між гранями            | {\displaystyle \alpha =\arccos \left(-{\frac {\sqrt {5}}{5}}\right)=2\cdot \arctan \left(\varphi \right)}                                                                                   | ≈ 2.034443935795 rad ≈ 116° 33′ 54.18423748′′             |
| Тілесний кут при вершині 5-го степеня | {\displaystyle \Omega _{5}=2\pi -10\cdot \arcsin \left({\frac {\sqrt {3-{\sqrt {5}}}}{2}}\right)}{\displaystyle =2\pi -10\cdot \operatorname {arccsc} \left({\sqrt {3+{\sqrt {5}}}}\right)} | {\displaystyle \Omega _{5}\thickapprox 1.760400835667} ср |
| Тілесний кут при вершині 3-го степеня | {\displaystyle \Omega _{3}=\arccos \left(-{\frac {11{\sqrt {5}}}{25}}\right)=\pi -\arctan \left({\frac {2}{11}}\right)}                                                                     | {\displaystyle \Omega _{3}\thickapprox 2.961739153797} ср |

## Граф п'ятикутного трапецоедра
В теорії графів граф п'ятикутного трапецоедра — це граф з 12 вершинами та 20 ребрами, що має кістяк 5-трапецоедра.
10 вершин мають степінь 3, 2 вершини мають степінь 5.
Деякі властивості: двочастковий, планарний, багатогранний, досконалий, без трикутників, однозначно розфарбовуваний, простежуваний
Граф є Гамільтоновим і має {\displaystyle (5+1)(5+2)=42}  гамільтонових циклів та {\displaystyle 2\cdot 5\cdot (3\cdot 5^{2}-7\cdot 5+6)=460} гамільтонових шляхів.

## Споріднені багатогранники
П'ятикутний трапецоедр належить до нескінченного ряду рівногранних багатогранників, двоїстих однорідним антипризмам.
| Назва трапецоедра         | Двокутний трапецоедр | Трикутний трапецоедр | Чотирикутний трапецоедр | П'ятикутний трапецоедр | Шестикутний трапецоедр | Семикутний трапецоедр | Восьмикутний трапецоедр | Десятикутний трапецоедр | Дванадцятикутний трапецоедр | ...                        | Безкінечнокутний трапецоедр |
| ------------------------- | -------------------- | -------------------- | ----------------------- | ---------------------- | ---------------------- | --------------------- | ----------------------- | ----------------------- | --------------------------- | -------------------------- | --------------------------- |
| Зображення багатогранника |                      |                      |                         |                        |                        |                       |                         |                         |                             | ...                        |                             |
| Сферична мозаїка          |                      |                      |                         |                        |                        |                       |                         |                         |                             | Зображення плоскої мозаїки |                             |
| Конфігурація грані        | V2.3.3.3             | V3.3.3.3             | V4.3.3.3                | V5.3.3.3               | V6.3.3.3               | V7.3.3.3              | V8.3.3.3                | V10.3.3.3               | V12.3.3.3                   | ...                        | V∞.3.3.3                    |